# Lammefjorden
Lammefjorden är en delvist torrlagd vik på Nordvästsjälland i Danmark,  60 kilometer väster om Köpenhamn. 
Lammefjorden, som är en fjordarm till Isefjorden, sträckte sig tidigare nästan ända till Sejerø Bugt, men mellan 1873 och 1943 torrlades 56 kvadratmeter av dess västra del till jordbruksmark. Vattnet från det torrlagda området samlas upp i kanaler och pumpas till resten av lammefjorden och Nekselø Bugt.

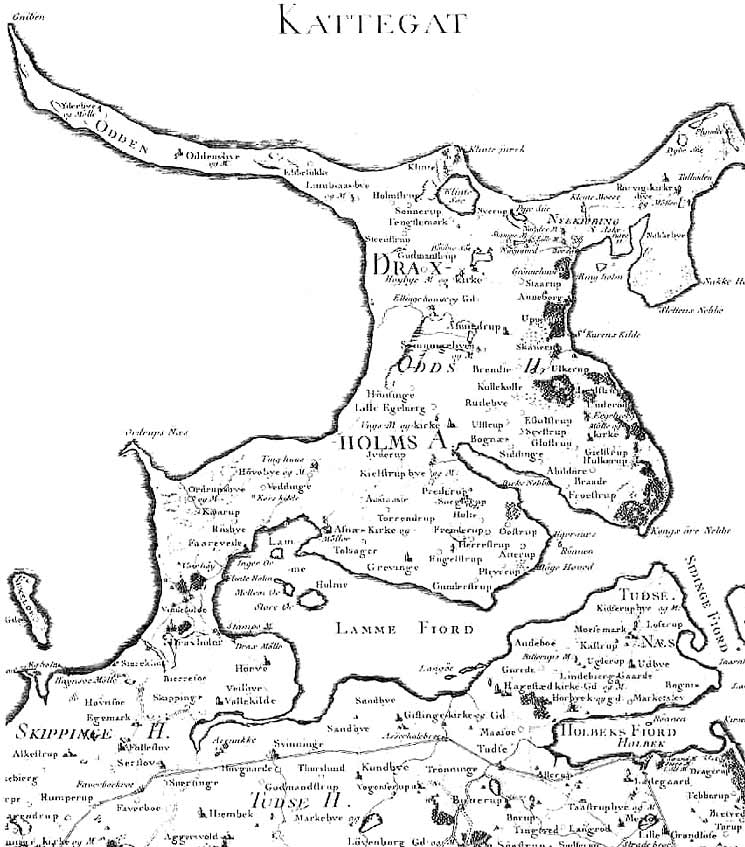
Karta över Odsherred och lammefjorden år 1768.

Den 2,4 långa fördämningen vid Avdebo började byggas år 1873 och två år senare böjade man att pumpa bort vatten. Torrläggningen skedde stegvis och avslutades först år 1943. Fördämningen förstärktes mellan 1948 och 1953.
På det torrlagda området odlas olika sädesslag och grönsaker, främst  morötter och potatis.
Ett område i närheten av fördämningen ligger 7,5 meter under havet och är därmed Västeuropas lägsta punkt.